# Parimar (schip, 1961)
De PARIMAR was een Griekse coaster die in het nieuws kwam door een stranding vlak bij de pier van Scheveningen. Het werd in haar tijd wel eens beschreven als een "kuster met grotevaart-kapsones", vanwege de dubbele laadbomen....

## Geschiedenis
Het schip werd gebouwd als KIRSTEN SMITS in Slikkerveer voor rekening van de heer M. Smits te Rotterdam. Het werd vrijdagmiddag 11 augustus 1961 van een van de hellingen van de N.V. Scheepsbouwwerf voorheen De Groot en Van Vliet te water gelaten door Mevrouw M. Smits-van der Post. Het werd op 12 oktober 1961 daar ook gemeten als zijnde een stalen motorvrachtschip door J. Baarends, ambtenaar bij de Scheepsmetingsdienst te Rotterdam. Metende 1415,86 m³ bruto inhoud volgens zeemeetbrief afgegeven te 's-Gravenhage no 12316 d.d. 10-10-1961. Het werd voorzien van brandmerk 11041 Z ROTT 1961 door het inbeitelen op het achterschip aan S.B. zijde in de achterwand van het dekhuis op het shelterdek, 9,00 m. uit hekplaat, 2,85 m. uit de lengteas en 1,40 m. uit dek.
Dinsdag 10 oktober 1961 werd een geslaagde proeftocht gemaakt op de Noordzee. Het ging in charter varen bij Wm. H. Muller en Co. te Rotterdam, waar het werd ingezet in de dienst op Marokko.

## Incidenten
Op 20 december 1974 was het schip met 1000 ton staal onderweg van Noorwegen naar de Nedstaal in Alblasserdam. Op 15 mijl ten noorden van Hoek van Holland brak, bij stormachtig weer, zuidwesten wind kracht 5-6 met hevige regenbuien, na een explosie brand uit in de machinekamer en in de bergplaatsen. Hierbij kwamen de kok en een machinist om het leven. Twee andere bemanningsleden van de tienkoppige bemanning werden zwaargewond. Het achterdek was achter de brug opengescheurd. De reddingssloep bleek te zijn verdwenen. De machines bleven draaien, maar konden niet meer bediend worden vanaf de brug. De kapitein had een Mayday uitgezonden dat door Scheveningen Radio was opgevangen. De Griekse gezagvoerder deelde mee dat de bemanning het schip wenste te verlaten. Hij zou proberen de haven van Scheveningen te bereiken. Hij dacht abusievelijk dat de Scheveningse pier het havenhoofd was en strandde er even ten zuiden van. Door de KNRM is assistentie verleend door de reddingsboten Bernard van Leer en de Casparis en de wipperploeg voor Scheveningen.
De Scheveningse boulevard werd door de politie afgesloten voor alle verkeer. Een Augusta-Bell helikopter bracht schipbreukelingen aan de wal. Twee zwaargewonden werden naar het Rode Kruis Ziekenhuis in Den Haag overgebracht.
Op 28 februari 1974 werd het schip weer vlotgetrokken door de sleepboten TITAN, UTRECHT en CYCLOOP van Bureau Wijsmuller en het uitgebrande schip werd naar Rotterdam gesleept. De experts schatten de opgelopen schade op 2 miljoen gulden. De verzekeraars besloten het schip niet weer te laten herstellen. Het werd verkocht voor de sloop. De sloper kon het echter weer verkopen en na een voorlopige opknapbeurt vertrok het schip 28 augustus 1975 op sleep achter de PIRANHA II naar Piraeus, Griekenland, waar het 16 september 1975 aankwam en waar het verder werd gerepareerd. Het heeft daarna nog jarenlang dienst gedaan.
11 februari 1986 verzeilde het schip als UNITY II op weg van Castellón de la Plana naar Cyprus in zwaar weer en is het gekapseisd en met alle 9 opvarenden vergaan, op 7 mijl van het eiland Sapientza, Pylos, in positie 36-43N 21-32E.